# Paweł Primel
Paweł Primel, né le 6 novembre 1969 à Kościan, est un footballeur professionnel polonais, qui occupe le poste de gardien de but dans les années 1980-2000. Il est l'actuel entraîneur des gardiens de but du Wisła Cracovie.
Son fils Damian est aussi gardien de but, et joue pour le KS Polkowice.

## Biographie

### Débuts difficiles, puis la consécration
Paweł Primel commence sa carrière au Zagłębie Lubin, en 1986. Barré par le titulaire au poste, Krzysztof Koszarski, il passe deux saisons sur le banc, sans jouer aucun match de championnat. Il décide alors de quitter le club, et trouve un point de chute au Miedź Legnica, petite équipe polonaise. Il s'y impose, enchaîne les matches et les bons résultats, et décroche la montée pour sa première saison. Il devient alors un bon gardien de deuxième division, dans une équipe de milieu de tableau. Cependant, il perd par la suite sa place au profit de Dariusz Płaczkiewicz. Dans le monde du football polonais, le Miedź Legnica ne fait pas de bruit, mis à part en 1992 où il atteint la finale de la Coupe de Pologne. Opposé au Górnik Zabrze, le gros club du moment, les observateurs ne donnent pas cher de sa peau. Mais au stade de l'armée polonaise de Varsovie, le club de cuivre déjoue les pronostics et décroche la prolongation en fin de match, répondant au but de Piotr Jegor. Résistant pendant trente minutes, les hommes de Jerzy Fiutowski l'emportent aux tirs au but grâce à un bon Płaczkiewicz, et inscrivent la première ligne au palmarès du club.

### Prodigue ses conseils aux gardiens polonais
Peu de temps après la fin de sa carrière, Primel décide de passer de l'autre côté du terrain. Le 5 juin 2009, il devient l'entraîneur des gardiens du Lech Poznań. Deux ans plus tard, il rejoint le champion de Pologne en titre, le Wisła Cracovie,. Il a alors sous ses ordres l'international estonien Sergei Pareiko. En juin 2013, avec la venue d'un nouvel entraîneur, il est démis de ses fonctions.
Il retrouve alors un poste d'entraîneur des gardiens au Motor Lublin, avant de revenir au Wisła en juillet 2015.

## Palmarès
- Finaliste de la Supercoupe de Pologne : 1992